# Chief of the Boat

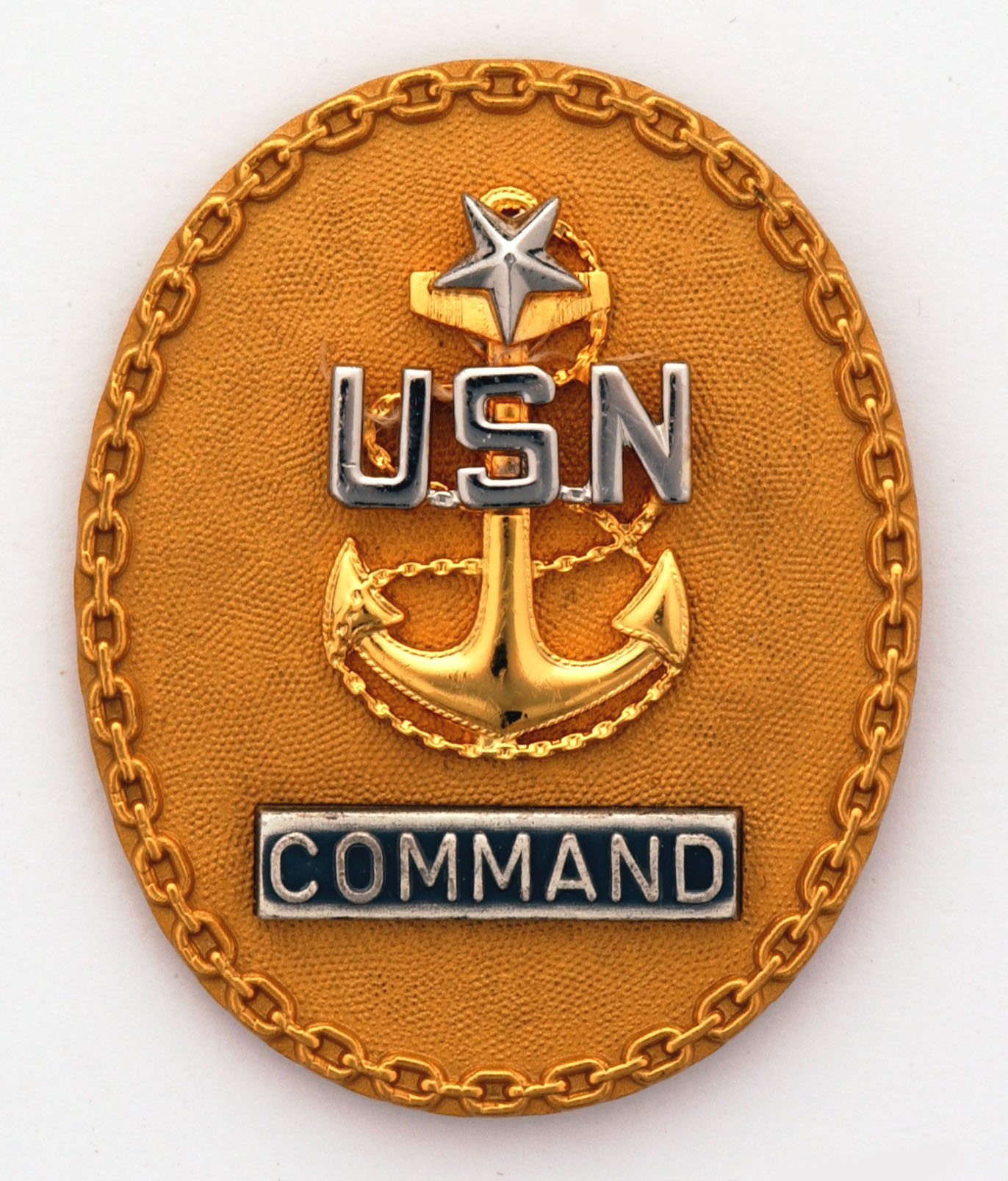
Dienstabzeichen eines Command Senior Chief

Der Chief of the Boat (COB) ist der dienstälteste Unteroffizier auf einem U-Boot der US Navy, meist im Rang eines Senior oder Master Chief Petty Officer.

## Allgemein
Der COB ist direkt dem Kommandierenden Offizier (CO) unterstellt, unterstützt und berät jedoch auch den Ersten Offizier (XO) in Angelegenheiten, welche die Ordnung auf dem Boot betreffen. Dabei gibt es jeweils nur einen COB auf einem Boot. Er ist verantwortlich für den täglichen Dienstablauf, die Moral und das Training der Unteroffiziere und Mannschaftsdienstgrade an Bord.
Kommt ein neuer Matrose an Bord, wird er zumeist als erstes auf den COB treffen. Obwohl der COB in keiner direkten Kommandokette über dem Matrosen oder unter ihm steht, hat er jedoch in seiner Position eine hohe Autorität und bildet quasi den Kopf einer gedachten Kommandokette der Unteroffiziere und Mannschaftsdienstgrade.
Der Weg zum Posten eines COB beginnt mit dem Vorschlag des CO, den dieser über den Geschwaderkommandeur an das Naval Military Personnel Command weitergibt. Ist ein Matrose für den Posten nominiert, wird er von einer Kommission von anderen COBs angehört, die dann auch eine Empfehlung zur Ernennung abgeben.

## Im deutschsprachigen Raum
Der dienstälteste Bootsmann an Bord wird oft auch in der allgemeinen Handelsschifffahrt als seemännische Nr. 1 bzw. Smadding bezeichnet.
Bei der Deutschen Marine existiert eine dem CoB ähnliche Dienststellung an Bord von Schiffen (nicht auf Booten). Der sogenannte „Schiffswachtmeister“ leitet den Innendienst und verantwortet die administrative Führung der Besatzung. Zu seinen Aufgaben zählt die Beratung und Unterstützung der Schiffsführung in allen Fragen des Borddienstes und der Personalführung. Er ist zugleich der dienstälteste Unteroffizier und meistens auch der Chef der UO/PUO-Messe. Der Dienstposten ist regelmäßig als eine Stelle für die Dienstgrade „Stabsbootsmann/Oberstabsbootsmann“ ausgeworfen. Im Prinzip entspricht die Dienststellung dem klassischen „Spieß“ auf Bataillons-, Regiments- und Brigadeebene. Deshalb heißen diese Dienstposten bei den Landdienststellen der Marine entsprechend auch „Geschwaderwachtmeister“ und „Flottillenwachtmeister“.
Auf den Booten gibt es eine solche Stelle grundsätzlich nicht. Dort stützen sich jedoch Kommandant bzw. I. Wachoffizier meistens auf einen langgedienten und borderfahrenen Bootsmansdienstgrad ab. Die „Seemännsiche Nummer 1“ bzw. der „Smarting“ (Schmadding) ist der Führer der Seemannschaftsgruppe (VwdgR 11). Auf Schiffen und größeren Booten hat er die Dienstbezeichnung „Decksmeister“.